# Moulton (Suffolk)
Moulton – wieś w Anglii, w hrabstwie Suffolk, w dystrykcie West Suffolk. Leży 51 km na północny zachód od miasta Ipswich i 93 km na północny wschód od Londynu. Miejscowość liczy 1090 mieszkańców.